# الاتور، کوداواسال
الاتور، کوداواسال (به انگلیسی: Alathur, Kudavasal) یک منطقهٔ مسکونی در هند است که در تامیل نادو واقع شده‌است.

## خصوصیات
الاتور ۱٬۷۸۵ نفر جمعیت دارد.